# Acalypha havanensis
Acalypha havanensis är en törelväxtart som beskrevs av Johannes Müller Argoviensis. Acalypha havanensis ingår i släktet akalyfor, och familjen törelväxter. Inga underarter finns listade i Catalogue of Life.